# Brisca

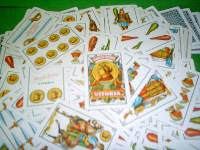
Diferents cartes de la baralla espanyola.

La brisca (brìscula en sicilià, brìšcula o brišc en napolità, briškula en croat i montenegrí, brisca en castellà, briska en euskera, bisca en portuguès, briškola en eslovè, bixkla en maltès, skembeel en libi) és un joc de cartes de dos a quatre jugadors popular a diversos països, com Croàcia, Puerto Rico, Espanya, Portugal, o a Itàlia. El joc es juga amb una baralla espanyola de 40 o 48 cartes.
El joc també es denomina bescambrilla o escambrilla,  escambrí o escambril.

## Les cartes i el seu valor
Una baralla espanyola de cartes consta de 40 o 48 cartes, dividides en quatre colls: monedes, copes, espases i bastos. Simbolitzen el poder de les armes (bastos i espases), del diner (oros) i de la beguda (copes).
La següent taula mostra els valors de les cartes. No es llisten les cartes sense cap valor, anomenades "blanques".
| Carta |          |          |         |         |         |
| Nom   | As       | Tres     | Rei     | Cavall  | Sota    |
| Valor | 11 punts | 10 punts | 4 punts | 3 punts | 2 punts |

En total, la baralla té 120 punts. Per guanyar el joc, el jugador ha d'aconseguir més punts que cap altre jugador.

## El joc

### Repartir
Per començar el joc es reparteixen tres cartes a cada jugador.

### Assignar trumfo
Després d'haver repartit les cartes, la baralla es col·loca al centre de la taula i es descobreix la primera carta. El coll d'aquesta carta es considera el trumfo o atot, i les cartes d'aquest coll guanyen les altres, per molt altes que siguin.

### Dinàmica
El jugador de la dreta de qui ha repartit les cartes col·loca una carta sobre la taula i cada jugador en col·loca una successivament.
Guanya el torn qui llenci la carta més alta, emportant-se les altres, i tenint en compte que:
a) en cas que totes les cartes siguin del mateix pal, guanya el que ha posat la més alta.
b) en cas que es juguin cartes de colls diferents que no siguin trumfo, guanya qui hagi col·locat la carta més alta del coll corresponent a la primera carta jugada.
c) en cas que algú llenci un trumfo, guanya qui hagi jugat el trumfo més alt, independentment del valor de les cartes de qualsevol altre coll que s'hagin col·locat.
Després d'això, el jugador que hagi guanyat el torn recull les cartes i les col·loca cap per avall. Seguidament, el jugadors agafen una carta de la baralla per torns, començant pel que ha guanyat el torn i continuant en sentit antihorari. El guanyador començarà el torn següent. Es juga així successivament fins que s'acabi la baralla (17 torns si juguen dues persones). Acabada la baralla, els jugadors es disputaran les últimes tres mans amb les tres cartes que tinguin a la mà.
Si la carta descoberta que marca el trumfo és superior a set, pot ésser intercanviada pel set del mateix pal per qualsevol jugador que tingui el set a la mà, en qualsevol moment, fins i tot si s'està jugant una mà, sempre que el jugador en qüestió hagi guanyat com a mínim un torn. Si la carta és set o inferior, pot intercanviar-se pel dos.